# Estado hiperglicêmico hiperosmolar
Estado hiperglicêmico hiperosmolar (EHH) é uma emergência médica causada por diabetes mellitus mal controlado. O aumento do açúcar no sangue resulta em alta osmolaridade sem cetoacidose significativa. Os sintomas incluem sinais de desidratação, fraqueza, cãibras nas pernas, problemas de visão e declínio da consciência. Se não tratado em poucos dias pode resultar em coma. As complicações podem incluir convulsões, coagulopatia intravascular disseminada, oclusão da artéria mesentérica e rabdomiólise .

## Causa
O principal fator de risco é diabetes mellitus tipo 2 sem o tratamento adequado. Ocasionalmente, pode ocorrer naqueles sem diagnóstico de diabetes ou naqueles com diabetes mellitus tipo 1. Fatores desencadeantes incluem infecções, derrame, traumatismo, certos medicamentos e ataques cardíacos . O diagnóstico baseia-se em exames de sangue que identificam um nível de açúcar no sangue superior a 30 mmol / L (600   mg / dl), osmolaridade superior a 320 mOsm / kg e pH acima de 7,3.

## Sinais e sintomas
Os sintomas do HHS incluem:
- Nível alterado de consciência
- Sinais neurológicos incluindo: visão turva, dores de cabeça, convulsões focais, mioclonia, paralisia reversível[4]
- Anormalidades motoras incluindo flacidez, reflexos deprimidos, tremores ou fasiciculações
- Aumento do risco de formação de coágulos sanguíneos
- Desidratação[4]
- Perda de peso[4]
- Náusea, vômito e dor abdominal[4]
- Fraqueza[4]
- Pressão arterial baixa em pé [4]

## Tratamento
O tratamento inicial geralmente consiste em muitos litros de soro fisiológico intravenoso para controlar a desidratação e reduzir a osmolaridade, insulina intravenosa naqueles com cetonas significativas, heparina de baixo peso molecular para diminuir o risco de coagulação do sangue e antibióticos entre aqueles nos quais há preocupação com a infecção. O objetivo é um declínio lento nos níveis de açúcar no sangue. A reposição de potássio é frequentemente necessária à medida que os problemas metabólicos são corrigidos. Esforços para prevenir úlceras do pé diabético também são importantes. Normalmente, leva alguns dias para a pessoa retornar à linha de base.

## Epidemiologia
Embora a incidência exata seja desconhecida, é cada vez mais comum nas emergências hospitalárias. As pessoas idosas são mais comumente afetadas. O risco de morte entre os afetados é de cerca de 15%. Foi descrito pela primeira vez na década de 1880.